# Echiochilon jugatum
Echiochilon jugatum är en strävbladig växtart som beskrevs av Ivan Murray Johnston. Echiochilon jugatum ingår i släktet Echiochilon och familjen strävbladiga växter. Inga underarter finns listade i Catalogue of Life.